# Narda (Ungheria)
Narda è un comune dell'Ungheria di 525 abitanti (dati 2001). È situato nella contea di Vas.